# Hugo Rietveld
Hugo Rietveld (7. března 1932 – 16. července 2016) byl nizozemský krystalograf a jeden z nejvýznamnějších vědců 20. století v tomto oboru. Je slavný především pro objevení po něm pojmenované Rietveldovy metody, která je užívána k určení struktury práškových krystalických materiálů.

## Životopis
Hugo Rietveld se narodil v Haagu 7. března 1932. Vystudoval fyziku na Západoaustralské univerzitě v Perthu. V roce 1964 získal doktorát za svou studii na monokrystalu pomocí metody neutronové a rentgenové difrakce "The Structure of p-Diphenylbenzene and Other Compounds". Později se zabýval metodikou Rietveldovy metody.

## Ocenění
- Královská švédská akademie věd vyznamenala Hugo Rietvelda Aminoffovou cenou ve Stockholmu dne 31. března 1995.
- jeho jméno nese od roku 2016 minerál rietveldit